# Grupa sulfonowa
Grupa sulfonowa (−SO

Struktura grupy sulfonowej

2OH) – jednowartościowa grupa funkcyjna występująca w kwasach sulfonowych (zarówno aromatycznych, jak i alifatycznych).

## Charakterystyka
Grupa sulfonowa jest charakterystyczna dla wszystkich kwasów sulfonowych. Z uwagi na obecność dwóch wiązań S=O grupa ma charakter silnie kwasowy, a stopień kwasowości nieznacznie zależy od podstawnika – reszty węglowodorowej. W jednym związku może występować kilka grup sulfonowych, tworząc kwasy polisulfonowe.
Kwasy sulfonowe są produktem wyjściowym dla wielu związków organicznych. Ulegają reakcjom typowym dla kwasów (podobnym jak kwasy karboksylowe).

## Otrzymywanie
Aromatyczne kwasy sulfonowe otrzymuje się metodą bezpośredniego sulfonowania stężonym kwasem siarkowym, oleum, kwasem chlorosulfonowym i innymi czynnikami sulfonującymi.
Alifatyczne kwasy sulfonowe otrzymuje się przez:
- reakcję siarczynu sodu z chlorkami związków alkilowych

R−Cl + Na
2SO
3 → R−SO
2OH
- reakcję siarczynu sodu z sulfonowymi estrami alkoholi

R−O−SO
2ONa + Na
2SO
3 → R−SO
2OH
- hydroliza sulfochlorków

R−SO
2−Cl + H
2O → R−SO
2OH + HCl
- utlenianie tioli, na przykład nadtlenkiem wodoru lub kwasem azotowym

R−SH + 3H
2O
2 → R−SO
2OH + 3H
2O

## Zastosowanie
Alifatyczne sole sodowe i amonowe wielkołańcuchowych kwasów sulfonowych są powszechnie stosowane jako środki powierzchniowo czynne w detergentach.
Aromatyczne kwasy sulfonowe są półproduktem w syntezie leków oraz barwników. Ze względu na dobrą rozpuszczalność w rozpuszczalnikach organicznych i łatwość otrzymania w formie bezwodnej stosowane są jako katalizatory kwasowe w syntezie organicznej.

## Siarczyny a związki sulfonowe
Charakterystyczną cechą związków sulfonowych jest występowanie wiązania węgiel–siarka (C−SO
3H). W izomerycznych wodorosiarczynach występuje natomiast wiązanie węgiel–tlen–siarka (C−O−SO
2H).

## Pochodne
Nazwy pochodnych kwasów sulfonowych, w których grupa −OH została zastąpiona innym podstawnikiem (przykładowo atomem fluorowca), tworzy się, zamieniając słowo kwas na odpowiedni podstawnik a końcówkę -owy na -ylu, na przykład:
kwas fenylometylosulfonowy (PhCH
2SO
2OH) – fluorek fenylometylosulfonylu (PhCH
2SO
2F)